# Vápenice (Obory)
Vápenice (deutsch Wapenitz) ist ein Ortsteil der Gemeinde Obory in Tschechien. Er liegt 16 Kilometer östlich des Stadtzentrums von Příbram und gehört zum Okres Příbram.

## Geographie
Vápenice befindet sich im Tal des Baches Vápenický potok in der Dobříšská pahorkatina (Dobrischer Hügelland). Nördlich erheben sich der V Rovinách (451 m n. m.) und die Velká hora (456 m n. m.), im Osten die Hůrka (391 m n. m.), südöstlich die Čeláková (391 m n. m.), im Süden der Perdlák (422 m n. m.) und die Chotinská (480 m n. m.) sowie nordwestlich die Bohatá hora (480 m n. m.). Einen reichlichen Kilometer östlich verläuft die Staatsstraße II/102 zwischen Chotilsko und Kamýk nad Vltavou, von der ein Fahrweg nach Vápenice führt.
Nachbarorte sind Obory und Jablonce im Norden, Vrchy und Na Jindrově im Nordosten, Na Sedlích und Roviště im Osten, Velká, Blatnice und Kamýk nad Vltavou im Südosten, Dolní Třtí und Horní Třtí im Süden, Jalovčí und Luhy im Südwesten, Jelence im Westen sowie Buda, Holanka und Na Závisti im Nordwesten.

## Geschichte
Die erste schriftliche Erwähnung von Wápenici erfolgte 1572 in einer für Pavel Korka von Korkin gefertigten Beschreibung der Herrschaft Dobřisch. Eine weitere Erwähnung von Wápenice erfolgte 1605 in der Taxe oder Schätzung der Herrschaft Dobřisch. Am 14. Juni 1630 verkaufte die Böhmische Kammer die Herrschaft Dobřisch mit dem angeschlossenen Gut Heiligfeld mit Ausschluss der Jagd auf Rot- und Schwarzwild erblich an den Oberstjäger der Königreiches Böhmen, Bruno von Mansfeld und Heldrungen.  Nachfolgender Besitzer war ab 1644 Franz Maximilian von Mansfeld. Bis 1714 gehörte das Dorf zum Podbrder Kreis, danach wurde es Teil des Berauner Kreises.
Nachdem 1780 mit dem Tode von Joseph Wenzel von Mansfeld das Geschlecht im Mannesstamme erloschen war, erbte dessen Schwester Maria Isabella die Herrschaft Dobřisch. Es erfolgte die Namens- und Wappenvereinigung mit der Familie ihres Ehemannes Franz de Paula Gundaker von Colloredo-Waldsee-Mels zum Geschlecht Colloredo-Mannsfeld. Nach Maria Isabellas Tod im Jahre 1794 erbte ihr Sohn Rudolph Joseph II. die Güter. Nach dem Tode des kinderlosen Rudolf Joseph II. von Colloredo-Mannsfeld fiel die Herrschaft 1844 dessen Neffen Franz de Paula Gundaccar II. von Colloredo-Mannsfeld zu.
Im Jahre 1846 bestand das Dörfchen Wapenitz aus vier Häusern mit 36 Einwohnern. Im Ort gab es zwei Mühlen. Pfarrort war Unter-Hbit. Bis zur Mitte des 19. Jahrhunderts blieb Wapenitz der Herrschaft Dobřisch untertänig.
Nach der Aufhebung der Patrimonialherrschaften bildete Vápenice / Wapenitz ab 1850 einen Ortsteil der Gemeinde Nečín im Gerichtsbezirk Dobříš. Ab 1868 gehörte Vápenice zum Bezirk Příbram. Im darauf folgenden Jahr lösten sich Obory und Vápenice von Nečín los und bildeten die Gemeinde Obory, die dem Gerichtsbezirk Příbram zugeordnet wurde. Zu Beginn des 20. Jahrhunderts bestand Vápenice aus acht Anwesen, davon drei Mühlen, einem Großbauern, einem Kleinbauern und drei Chalupnern. In den 1920er Jahren hatte das Dorf ca. 60 Einwohner. In der zweiten Hälfte des 20. Jahrhunderts veränderte sich das Ortsbild wesentlich; die Mühlen stellten den Betrieb ein und die meisten der alten Anwesen waren unbewohnt; stattdessen entstand am unteren Ortsausgang eine Ferienhauskolonie. Im Jahre 1991 hatte Vápenice sechs Einwohner, beim Zensus von 2001 lebten in den sieben Wohnhäusern fünf Personen. Vápenice besteht heute aus 38 Adressen, die überwiegend Ferienhäuser sind.

## Ortsgliederung
Der Ortsteil Vápenice ist Teil des Katastralbezirkes Obory.